# Le Rove
Le Rove is een gemeente in het Franse departement Bouches-du-Rhône (regio Provence-Alpes-Côte d'Azur). De plaats maakt deel uit van het arrondissement Istres. Le Rove telde op 1 januari 2022 5.205 inwoners.

## Geografie
De oppervlakte van Le Rove bedroeg op 1 januari 2022 22,97 vierkante kilometer; de bevolkingsdichtheid was toen 226,6 inwoners per km². Onder de plaats ligt de scheepvaarttunnel tunnel du Rove. Een paar kilometer oostelijk ligt de spoorweg tunnel de la Nerthe.
De onderstaande kaart toont de ligging van Le Rove met de belangrijkste infrastructuur en aangrenzende gemeenten.

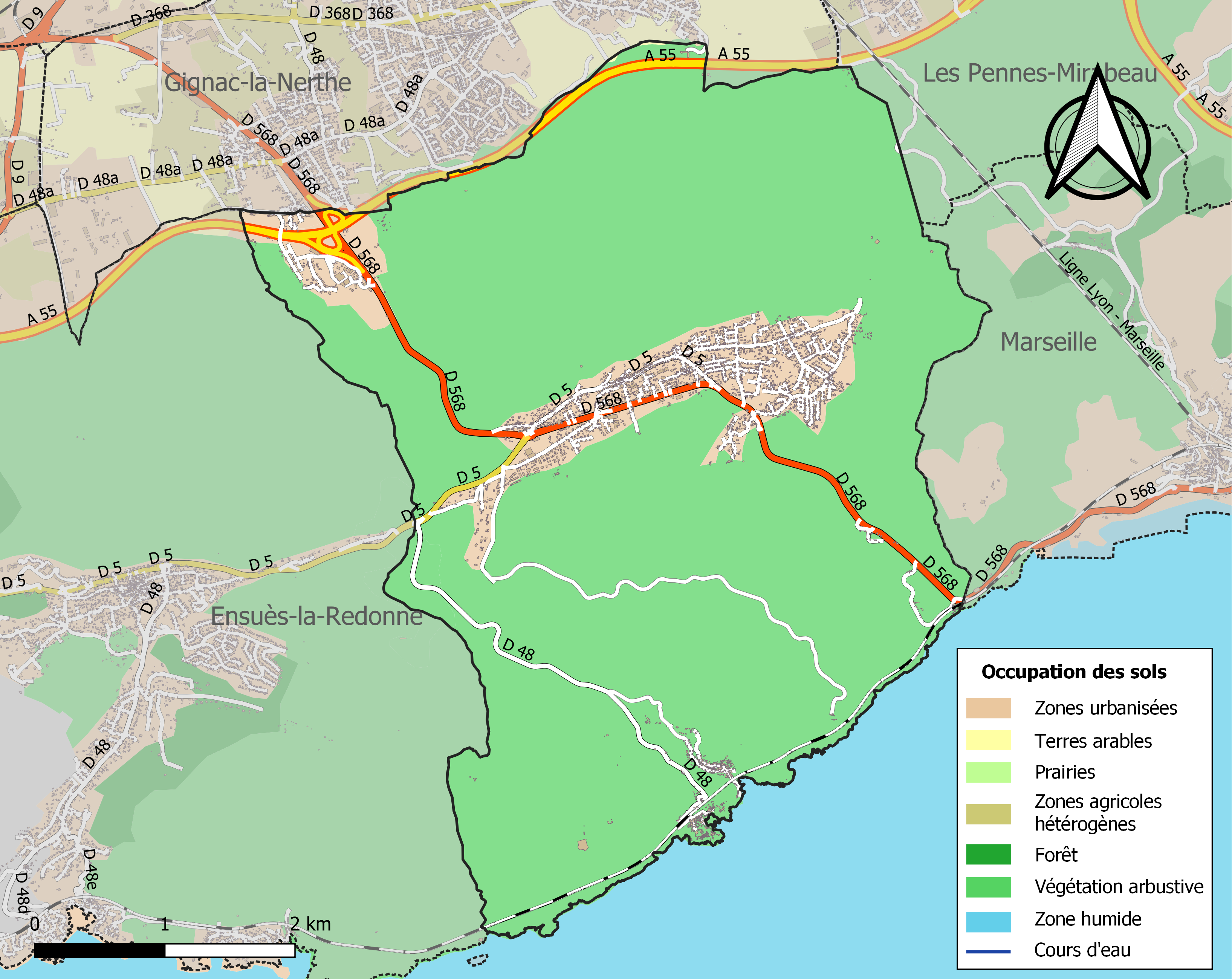

## Verkeer en vervoer
In de gemeente ligt spoorwegstation Niolon.

## Demografie
Onderstaande figuur toont het verloop van het inwonertal (bron: INSEE-tellingen).
Vanwege een beveiligingsprobleem met de MediaWiki Graph-software is het momenteel niet mogelijk deze grafiek weer te geven. Zodra de software is bijgewerkt zal de grafiek vanzelf weer zichtbaar worden.